# Dysplazja przegrodowo-oczna
Dysplazja przegrodowo-oczna (zespół de Morsiera, zespół Hoyta-Kaplana-Grumbacha, ang. septo-optic dysplasia, SOD, de Morsier syndrome, Hoyt-Kaplan-Grumbach syndrome) – zespół wad wrodzonych, na który składają się hipoplazja nerwów wzrokowych, niedoczynność przysadki oraz agenezja przegrody przezroczystej. W najcięższej postaci objawia się wielohormonalną niedoczynnością przysadki, ślepotą i opóźnieniem umysłowym. Wiele przypadków przebiega jednak w łagodniejszy sposób. Etiologia nie jest znana, w rzadkich przypadkach rodzinnego występowania zespołu udowodniono związek z mutacjami w genie homeotycznym HESX1. Chorobę opisał jako pierwszy szwajcarski neurolog Georges de Morsier (1894-1982). Przed nim Reeves w 1941 roku opisał agenezję przegrody przezroczystej.